# Utrka na 50 km u brzom hodanju na Olimpijskim igrama
Osvajači olimpijskih medalja u atletici za muškarce u disciplini 50 km brzo hodanje prikazani su u sljedećoj tablici, a rezultati su iskazani u satima:
| Olimpijske igre      | Zlato                             | Zlato                             | Srebro                            | Srebro                            | Bronca                            | Bronca                            |
| Los Angeles 1932.    | Thomas Green (VBR)                | 4:50.10                           | Janis Dalins (LAT)                | 4:57.20                           | Ugo Frigerio (ITA)                | 4:59.06                           |
| Berlin 1936.         | Harold Whitlock (VBR)             | 4:30.42                           | Arthur Schwab (ŠVI)               | 4:32.10                           | Adalberts Bubenko (LAT)           | 4:32.43                           |
| London 1948.         | John Ljunggren (ŠVE)              | 4:41.52                           | Gaston Godel (ŠVI)                | 4:48.17                           | Tebbs Lloyd-Johnson (VBR)         | 4:48.31                           |
| Helsinki 1952.       | Giuseppe Dordoni (ITA)            | 4:28.08                           | Josef Dolezal (CZE)               | 4:30.18                           | Antal Róka (MAĐ)                  | 4:31.28                           |
| Melbourne 1956.      | Norman Read (NZL)                 | 4:30.43                           | Yevgeniy Maskinskov (SSSR)        | 4:32.57                           | John Ljunggren (ŠVE)              | 4:35.02                           |
| Rim 1960.            | Don Thompson (VBR)                | 4:25.30                           | John Ljunggren (ŠVE)              | 4:25.47                           | Abdon Pamich (ITA)                | 4:27.56                           |
| Tokio 1964.          | Abdon Pamich (ITA)                | 4:11.13                           | Paul Nihill (VBR)                 | 4:11.32                           | Ingvar Pettersson (ŠVE)           | 4:14.18                           |
| Mexico City 1968.    | Christoph Höhne (Ist.NJ)          | 4:20.14                           | Antal Kiss (MAĐ)                  | 4:30.17                           | Larry Young (SAD)                 | 4:31.56                           |
| München 1972.        | Bernd Kannenberg (Zap.NJ)         | 3:56.12                           | Veniamin Soldatenko (SSSR)        | 3:58.24                           | Larry Young (SAD)                 | 4:00.46                           |
| Montreal 1976.       | (disciplina nije bila u programu) | (disciplina nije bila u programu) | (disciplina nije bila u programu) | (disciplina nije bila u programu) | (disciplina nije bila u programu) | (disciplina nije bila u programu) |
| Moskva 1980.         | Hartwig Gauder (Ist.NJ)           | 3:49.24                           | Jorge Llopart (ŠPA)               | 3:51.25                           | Yevgeniy Ivchenko (SSSR)          | 3:56.32                           |
| Los Angeles 1984.    | Raúl González (MEKS)              | 3:47.26                           | Bo Gustafsson (ŠVE)               | 3:38.56                           | Sandro Bellucci (ITA)             | 3:53.45                           |
| Seoul 1988.          | Vyacheslav Ivanenko (SSSR)        | 3:38.29                           | Ronald Weigel (Ist.NJ)            | 3:52.09                           | Hartwig Gauder (Ist.NJ)           | 3:39.45                           |
| Barcelona 1992.      | Andrey Perlov (ZND)               | 3:50.13                           | Carlos Mercenario (MEKS)          | 3:                                | Ronald Weigel (NJE)               | 3:53.45                           |
| Atlanta 1996.        | Robert Korzeniowski (POLJ)        | 3:43.30                           | Mikhail Shchennikov (RUS)         | 3:43.40                           | Valentí Massana (ŠPA)             | 3:44.19                           |
| Sydney 2000.         | Robert Korzeniowski (POLJ)        | 3:42.22                           | Aigars Fadejevs (LAT)             | 3:43.40                           | Joel Sánchez (MEKS)               | 3:44.36                           |
| Atena 2004.          | Robert Korzeniowski (POLJ)        | 3:38.46                           | Denis Nižegorodov (RUS)           | 3:42.50                           | Aleksey Voyevodin (RUS)           | 3:43.34                           |
| Peking 2008.         | Alex Schwazer (ITA)               | 3:37.09                           | Jared Tallent (AUS)               | 3:39.27                           | Denis Nižegorodov (RUS)           | 3:40.14                           |
| London 2012.         | Jared Tallent (AUS)               | 3:36.53                           | Si Tianfeng (KIN)                 | 3:37.16                           | Robert Heffernan (IRS)            | 3:37.54                           |
| Rio de Janeiro 2016. | Matej Tóth (SLK)                  | 3:40.58                           | Jared Tallent (AUS)               | 3:41.16                           | Hirooki Arai (JAP)                | 3:41.24                           |
| Tokio 2020.          | Dawid Tomala (POLJ)               | 3:40.58                           | Jonathan Hilbert (NJE)            | 3:41.16                           | Evan Dunfee (KAN)                 | 3:41.24                           |
| Pariz 2024.          | (disciplina nije bila u programu) | (disciplina nije bila u programu) | (disciplina nije bila u programu) | (disciplina nije bila u programu) | (disciplina nije bila u programu) | (disciplina nije bila u programu) |